# Eleanor R. Adair
Pour les articles homonymes, voir Adair.
Eleanor Reed Adair (11 novembre 1926 - 20 avril 2013) est une physiologiste américaine qui étudie les effets du rayonnement électromagnétique sur les humains. Elle est surtout connue pour avoir réalisé les premières études humaines démontrant l'innocuité des micro-ondes.

## Vie personnelle
Eleanor Adair naît le 28 novembre 1926 à Arlington, Massachusetts. Elle obtient son diplôme de premier cycle au Mount Holyoke College en 1948. Elle épouse Robert K. Eleanor Adair, un physicien, en 1952. En 1955, elle obtient son doctorat à l'université du Wisconsin-Madison. Elle obtient son doctorat dans une combinaison de deux domaines : la psychologie sensorielle et la physique.

## Travaux scientifiques
À partir des années 1970, Eleanor Adair mène des études de physiologie en tant que boursière au John B. Pierce Laboratory à New Haven, Connecticut, afin d'apprendre comment les humains et les animaux réagissent à la chaleur. Ces travaux l'amènent à s'intéresser au domaine controversé des micro-ondes et de leurs effets sur la santé humaine. En faisant des expériences d'abord sur des singes écureuils, puis sur des volontaires humains, elle a conclu que le rayonnement des micro-ondes provenant des fours à micro-ondes, des téléphones portables et des lignes électriques était inoffensif pour les humains et les animaux.
En 1996, elle rejoint le laboratoire de recherche de l'armée de l'air américaine à la base aérienne de Brooks, au Texas, en tant que scientifique principale chargée d'étudier les effets des rayonnements électromagnétiques.

## Prix et distinctions
Eleanor Adair était membre de plusieurs sociétés scientifiques, dont la Bioelectromagnetics Society et l'Institute of Electrical and Electronics Engineers (IEEE). Elle a occupé le poste de secrétaire-trésorière de la première. Elle a présidé plusieurs comités de l'IEEE, notamment le comité sur l'homme et les rayonnements et le comité de coordination des normes. Elle est membre du National Council on Radiation Protection and Measurement Committee.
En 2007, elle reçoit le prix D'Arsonval pour la bioélectromagnétique, décerné par la Bioelectromagnetics Society.

## Décès
Eleanor Adair décède en 2013 à la suite de complications d'un accident vasculaire cérébral.